# Clipped (serie televisiva)
Clipped è una serie televisiva statunitense trasmessa del network TBS dal 15 giugno 2015 al 18 agosto dello stesso anno. I protagonisti della serie sono Ashley Tisdale e Mike Castle. Il 23 ottobre la serie viene cancellata dopo una sola stagione.

## Produzione
La serie è stata confermata nel 2013 e il cast nel 2014. Le riprese sono iniziate a metà 2014 mentre è andata in onda dal 16 giugno 2015. 

## Cast
- Ashley Tisdale è Danni Giordano
- Mike Castle è AJ Salerno
- Lauren Lapkus è Joy
- Ryan Pinkston è Benjamin "Ben" Herschel Grossman
- Matt Cook è Mo McCracken
- Diona Reasonover è Charmaine Eskowitz
- George Wendt è Buzzy

## Episodi

### Prima ed unica stagione (2015)
| n° | Titolo                    | Diretto da    | Scritto da                  | Prima TV USA   | Ascolti USA |
| -- | ------------------------- | ------------- | --------------------------- | -------------- | ----------- |
| 1  | Pilot                     | James Widdoes | David Kohan & Max Mutchnick | 16 giugno 2015 | 1.42        |
| 2  | Dreamers                  | James Widdoes | David Kohan & Max Mutchnick | 23 giugno 2015 | 1.28        |
| 3  | Go Below                  | James Widdoes | David Kohan & Max Mutchnick | 30 giugno 2015 | 1.09        |
| 4  | Wi-Fi                     | James Widdoes | David Kohan & Max Mutchnick | 7 luglio 2015  | 1.10        |
| 5  | Big Gay Wedding           | James Widdoes | John Quaintance             | 14 luglio 2015 | 1.02        |
| 6  | World's Rudest Barbershop | James Widdoes | David Kohan & Max Mutchnick | 21 luglio 2015 | 1.19        |
| 7  | Mo's Ma                   | James Widdoes | Steve Gabriel               | 28 luglio 2015 | 1.26        |
| 8  | The Gambler               | James Widdoes | David Kohan & Max Mutchnick | 4 agosto 2015  | 1.33        |
| 9  | Free Wednesday            | James Widdoes | David Kohan & Max Mutchnick | 11 agosto 2015 | 1.31        |
| 10 | Reunion                   | James Widdoes | David Kohan & Max Mutchnick | 18 agosto 2015 | 1.25        |

## Accoglienza
Su Rotten Tomatoes ha un indice di gradimento del 33% con un voto medio di 6 su 10, basato su 6 recensioni, mentre su Metacritic ha un punteggio di 55 su 100, basato su 5 recensioni.